# Pardosa albomaculata
Pardosa albomaculata là một loài nhện trong họ Lycosidae.
Loài này thuộc chi Pardosa. Pardosa albomaculata được James Henry Emerton miêu tả năm 1885.